# Лішменіца
Лішменіца (рум. Lișmănița) — село у повіті Ботошані в Румунії. Адміністративно підпорядковане місту Дарабань.
Село розташоване на відстані 413 км на північ від Бухареста, 43 км на північ від Ботошань, 129 км на північний захід від Ясс.

## Населення
За даними перепису населення 2002 року у селі проживали 708 осіб, усі — румуни. Усі жителі села рідною мовою назвали румунську.